# Svapa
Svapa nebo Svopa (rusky Свапа nebo Свопа) je řeka v Kurské oblasti v Rusku. Je 197 km dlouhá. Povodí má rozlohu 4990 km².

## Průběh toku
Protéká Středoruskou vysočinou. Ústí do řeky Sejm (povodí Dněpru).

## Vodní stav
Převládajícím zdrojem vody jsou sněhové srážky. Průměrný roční průtok vody ve vzdálenosti 75 km od ústí činí přibližně 13,5 m³/s. Zamrzá v listopadu až v prosinci a rozmrzá v březnu až v první polovině dubna. Po rozmrznutí dosahuje nejvyšších vodních stavů.

## Využití
Na řece leží města Michajlovka, Dmitrijev-Lgovskij.